# La Nou de Gaià
La Nou de Gaià és un municipi català de la comarca del Tarragonès que forma part de l'àrea anomenada Baix Gaià. El municipi té 636 habitants (2022) i té una extensió de 4,3 km². Per extensió territorial és un dels municipis més petits del Tarragonès, i compta només amb un nucli de població, La Nou de Gaià. El municipi limita amb els de Vespella de Gaià, la Pobla de Montornès, el Catllar, Altafulla i la Riera de Gaià.

## Geografia
- Llista de topònims de la Nou de Gaià (Orografia: muntanyes, serres, collades, indrets..; hidrografia: rius, fonts...; edificis: cases, masies, esglésies, etc).

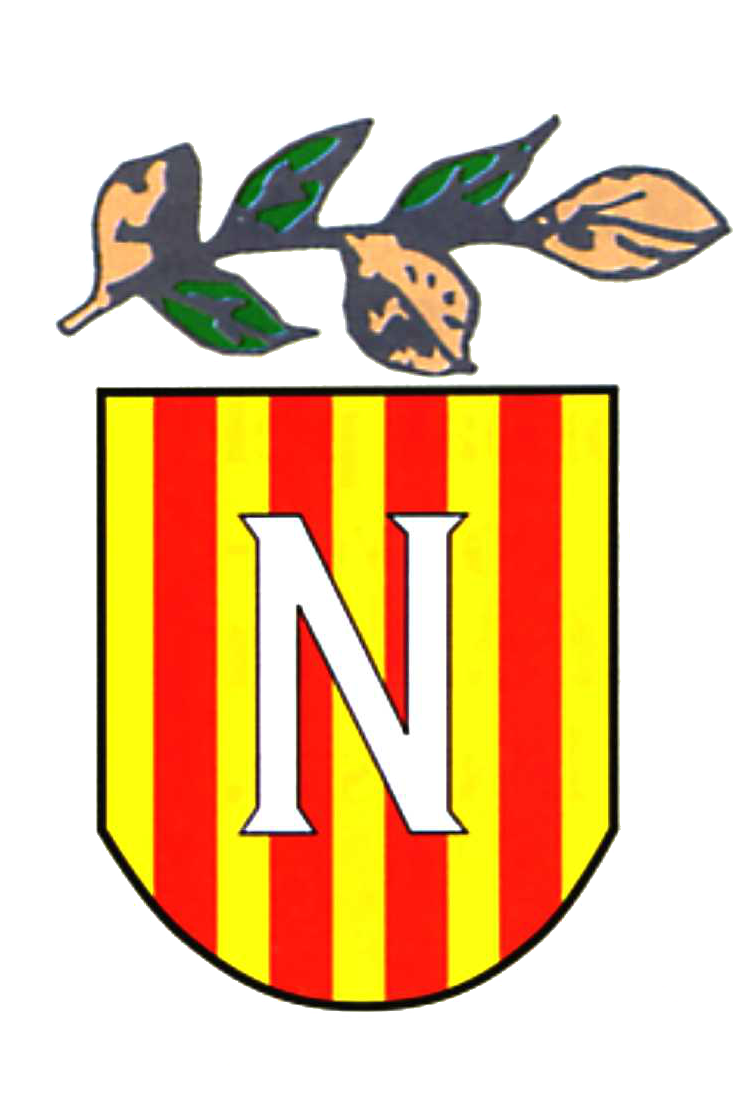
Escut oficial de la Nou de Gaià

És al marge esquerre del riu Gaià, a uns 94 m sobre el nivell del mar, al vessant sud d'un turó. L'any 2011 tenia 535 habitants.
Limita amb els següents municipis:
| Vespella de Gaià | Vespella de Gaià | La Pobla de Montornès |
| Vespella de Gaià | Rosa dels vents  | La Pobla de Montornès |
| El Catllar       | La Riera de Gaià | Altafulla             |

El terme municipal és accidentat pels contraforts de la serralada prelitoral, a 94 metres d'altitud, el poble és al vessant meridional del turó de Barral, de 114 metres d'alçària, i d'altres com els pujols del Rovira, del Castellar, del Portalet i del Dalmau.Pel terme hi passen també dos torrents, provinents de Vespella de Gaià. Són els torrents de Vespella i el de la Nou, les aigües dels quals van a parar al Gaià dins del terme de la Riera.
El sòl de La Nou de Gaià és calcari, amb un ph superior a 7. Aquest és un factor limitant per moltes espècies que només poden viure en sòls amb un pH inferior. A més els sòls solen tenir poca profunditat i això fa que la retenció d'aigua als estius sigui baixa. A les parts baixes els sòls estan formats per sediments que s'han dipositat al llarg de milers d'anys. Això sol passar al costat de rieres i dona lloc a sòls més profunds i humits amb una comunitat vegetal anomenada bosc de ribera.

La Nou de Gaià ostenta un clima mediterrani marítim, però proper als climes subàrids, que predominen a poca distància cap al sud. La temperatura mitjana anual és d'uns 16 °C, a l'estiu els termòmetres s'enfilen per damunt dels 20 °C de mitjana, i a l'hivern ronda els 10 °C. La pluviositat anual està per sota dels 500 mm, amb una forta estacionalitat a la tardor i a la primavera. Els estius són bastant secs i fan patir estrès hídric a la vegetació que pot arribar a comportar la caiguda de les fulles en arbres perennes. La proximitat del mar fa que la humitat es mantingui força alta durant tot l'any.

### Demografia
La Nou de Gaià és històricament un poble petit lluny de camins de pas principals. En aquests últims anys, però, el poble ha anat guanyant habitants degut a la proximitat amb la ciutat de Tarragona i l'arribada d'immigrants. El 2011 la Nou de Gaià tenia 535 habitants segons l'idescat.
| 1497 f | 1515 f | 1553 f | 1717 | 1787 | 1857 | 1877 | 1887 | 1900 | 1910 |
| ------ | ------ | ------ | ---- | ---- | ---- | ---- | ---- | ---- | ---- |
| -      | 8      | 9      | -    | 227  | 337  | 340  | 340  | 387  | 441  |

| 1920 | 1930 | 1940 | 1950 | 1960 | 1970 | 1981 | 1990 | 1992 | 1994 |
| ---- | ---- | ---- | ---- | ---- | ---- | ---- | ---- | ---- | ---- |
| 439  | 414  | 393  | 374  | 383  | 409  | 383  | 373  | 368  | 368  |

| 1996 | 1998 | 2000 | 2002 | 2004 | 2006 | 2008 | 2010 | 2012 | 2014 |
| ---- | ---- | ---- | ---- | ---- | ---- | ---- | ---- | ---- | ---- |
| 380  | 367  | 376  | 395  | 409  | 449  | 475  | 510  | 555  | 548  |

| 2016 | 2018 | 2020 | 2022 | 2024 | 2026 | 2028 | 2030 | 2032 | 2034 |
| ---- | ---- | ---- | ---- | ---- | ---- | ---- | ---- | ---- | ---- |
| 546  | 570  | 600  | 636  | 611  | -    | -    | -    | -    | -    |

## Economia
Tot i que gairebé el 65% del terme municipal és improductiu, tradicionalment l'economia bàsica de la Nou de Gaià ha estat l'agricultura de secà consistent en avellaners, ametllers, garrofers, oliveres i vinya. També hi ha pasturatge i granges de pollastres, porcs i gallines. Fins fa pocs anys hi havia una fàbrica de gèneres de punt, avui desapareguda. La proximitat amb Tarragona, ha afavorit l'abandonament del sector primari i la puixança del sector terciari.

## Història

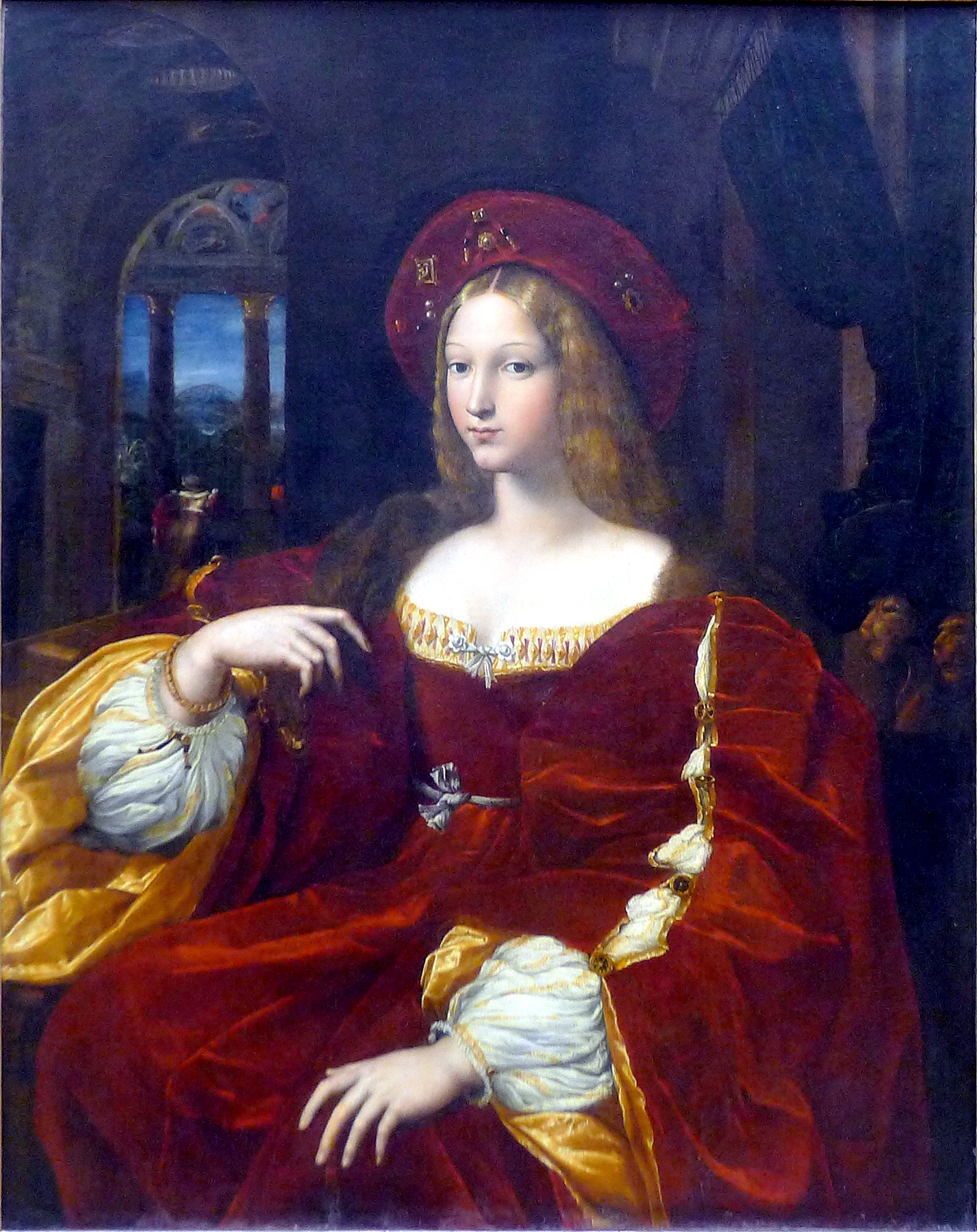
Retrat d'Elisabet Requesens

### Orígens
Les primeres notícies documentades de La Nou daten del 4 de gener de l'any 1011, citada en la donació del Castell d'Albinyana com a afrontació meridional dels seus dominis - “Kastelar Nuce” -. Tot i això, a la part planera del poble s'han localitzat diverses troballes d'origen romà que suggereixen l'existència d'un nucli de població anterior. La Nou torna a ser citada l'any 1023 en les delimitacions del castell de Castellví de la Marca, com a “termino Nucis”, un lloc a l'extrem del comtat dins de la línia fronterera de castells davant dels sarraïns, que s'anava configurant des de l'Alt Gaià pels nous repobladors. El 1167, surt com a límit del terme de Vespella en la seva carta de poblament. El 1179, en la Concòrdia entre el Monestir de Santes Creus i Berenguer de Claramunt, La Nou s'inclou en els dominis d'aquesta nissaga. Posteriorment, passa a domini dels Montoliu, i més tard també hi tingué drets Santes Creus.
Al segle xii apareixen notícies de l'existència de l'església de Santa Maria Magdalena, sufragània de la d'Altafulla, vinculació que perdura encara quan a la primera meitat del segle xiv s'introdueixen com a senyors d'Altafulla i La Nou la dinastia dels Requesens, i queden ubicades dins de la vegueria de Vilafranca. Elisabet de Requesens i Enríquez l'1 de desembre de 1506 té lloc la donació que fa Isabel de Requesens al seu parent, Perot de Castellet i Requesens. En aquest període a La Nou s'hi comptabilitzen 9 focs. A l'última dècada del segle xvi, Lluís de Corbera-Santcliment i Oliver rep en herència, les senyories d'Altafulla i La Nou, atès que els Castellet no deixen successió directa. Els Corbera-Santcliment retenen la senyoria fins a l'últim terç del segle xvii, quan la venen als Montserrat, posteriorment marquesos de Tamarit.
Els descendents dels Montserrat, els Suelves, retingueren la senyoria fins a la seva extinció, al segle xix. D'aquest període es conserva el Llibre del Consell del Lloch de La Nou, que ha retornat a l'Ajuntament de La Nou després d'un llarg periple de tres-cents anys. Aquest document comprèn el turbulent període que va des de 1649 fins a 1709 – des de la Guerra dels Segadors fins a la Guerra de Successió -, i inclou algun passatge colpidor pel seu realisme, en descriure com coincideixen guerres, pestes i fams. El 1816, després d'anys de males collites per pedregades, surt escollida per vot popular la Verge de les Neus com a protectora del Poble.
El segle xix es basteix a La Nou la casa pairal – castell de la família Morenes, on el 1866 neix Ramon de Morenes i Garcia Alesson, compte del Asalto, compte de la Peña del Moro, marquès de Grigny, baró de les Quatre Torres i vescomte d'Alesson. Les dates demogràfiques que van des de 1787 fins a 1842 pràcticament no varien -225 habitants-, però donen un salt acusat a la segona meitat del segle xix -387 habitants, el 1900-, fins a arribar als 441 habitants el 1910, xifra que no es torna a recuperar i sobrepassar fins a la primera dècada del segle xxi.

## Festes i cultura
Durant l'any, a la Nou de Gaià s'hi celebren diverses festivitats, entre les quals:
- La festa major és el dia 22 de juliol, diada de santa Magdalena.
- Celebra també el dia 5 d'agost, diada de la Mare de Déu de les Neus.
- La festa major petita és el 27 de setembre, diada de sant Cosme i sant Damià.

- La Nou de Gaià compta a més amb una revista que difon en edició de paper sobre la cultura, història i naturalesa del municipi i de la comarca en general anomenada El9Gaià.[cal citació]

## Política
Vegeu: Llista d'alcaldes de la Nou de Gaià

### Eleccions municipals
Llista d'alcaldes i nombre de regidors per partit
| Junts                                                                   | -  | - | - | - | -  | - | - | - | - | - | 4 | 4 |
| PSC                                                                     | -  | - | 1 | - | -  | - | 1 | - | - | - | - | - |
| PP                                                                      | -  | - | - | - | -  | 2 | 0 | 0 | 0 | 0 | - | - |
| ERC                                                                     | -  | - | - | - | -  | - | 1 | 2 | 2 | 2 | 3 | 3 |
| CiU                                                                     | 5  | 7 | 6 | 7 | 2  | 5 | 4 | 5 | 5 | 5 | - | - |
| Altres                                                                  | 2a | - | - | - | 5b | - | - | - | - | - | - | - |
| Total                                                                   | 7  | 7 | 7 | 7 | 7  | 7 | 7 | 7 | 7 | 7 | 7 | 7 |
| a Entesa de La Nou; b Grup d'Independents pel Progrés de la Nou de Gaià |    |   |   |   |    |   |   |   |   |   |   |   |

## Patrimoni

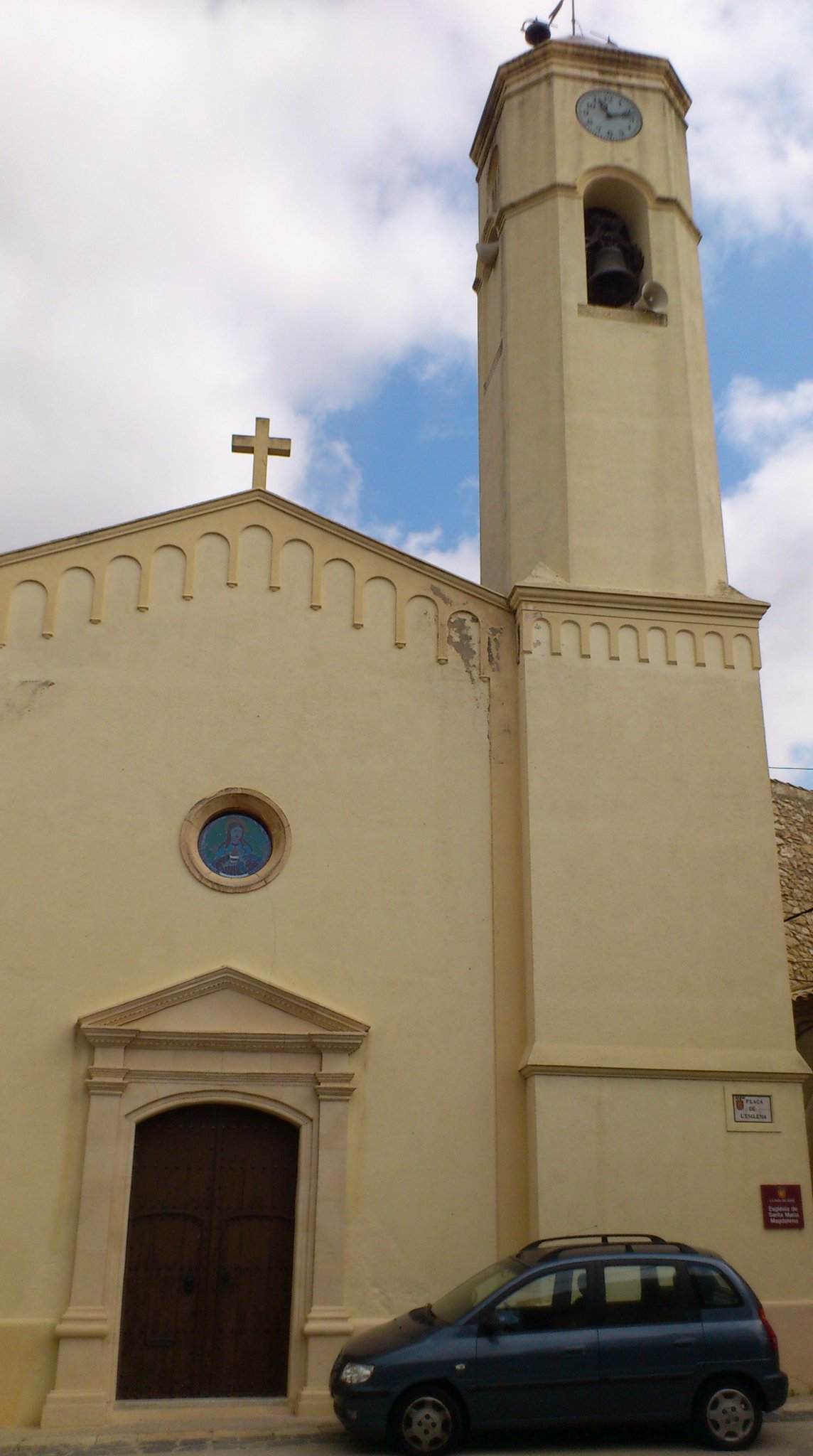
Església de Santa Maria Magdalena

### Castell del baró de les Quatre Torres
El castell del Baró de les Quatre Torres, té el seu origen al segle xii, però actualment és un edifici de finals del segle xviii. Inicialment estava vinculat a la Nissaga dels Claramunt, més tard passà a ser propietat dels Requesens, senyors d'Altafulla. Més tard seria possessió dels Corbera-Santcliment i del Marquès de Tamarit. L'any 1837 es convertí en la residència del Baró de les Quatre Torres. Actualment és un centre cívic i hi està ubicat l'Ajuntament.

#### Església de Santa Magdalena
L'església de Santa Maria Magdalena, del segle xviii, és al nucli antic de la Nou de Gaià, el qual és característic pels seus carrers estrets i en pendent. L'actual edifici és el resultat de diverses ampliacions i remodelacions de l'església medieval. Santa Magdalena de la Nou de Gaià va deixar de ser una parròquia sufragània d'Altafulla l'any 1816.

#### Monument a la verge de les Neus
Durant la segona dècada del segle xix un seguit d'estius amb pedregades van malmetre la collita de raïm. Degut a això, l'any 1816 els veïns van decidir fer un Vot de Poble i va ser escollida, per atzar, la Mare de Déu de les Neus. El primer monument, erigit en commemoració del centenari del vot, d'estil modernista, va ser destruït l'any 1936. Pels cent cinquanta anys del Vot, el 1966, es va erigir un nou monument, presidit per una escultura de l'artista tarragoní Eustaqui Vallès.

## Nouencs il·lustres
- Ramon de Morenes i Garcia Alesson